# Малімб болотяний
Малі́мб болотяний (Malimbus cassini) — вид горобцеподібних птахів родини ткачикових (Ploceidae). Мешкає в Центральній Африці. Вид названий на честь американського орнітолога Джона Кессіна.

## Поширення і екологія
Болотяні малімби мешкають в Камеруні, Республіці Конго, Демократичній Республіці Конго, Екваторіальній Гвінеї, Центральноафриканській Республіці, Габоні і Анголі. Вони живуть у вологих тропічних і заболочених лісах, на болотах і плантаціях.